# Raymundo Capetillo
Raymundo Sánchez y Capetillo, conocido como Raymundo Capetillo (Ciudad de México, 1 de septiembre de 1943-Ciudad de México, 12 de julio de 2020),fue un actor de teatro, cine, televisión y radio mexicano. Fue además economista de profesión y profesor de inglés.
Se inició como actor a finales de la década de 1960, trabajó en la televisión, el cine y el teatro.
Fue ingresado en el hospital San Ángel Inn de la Ciudad de México el 5 de julio de 2020 debido a problemas respiratorios.Falleció una semana después, a los setenta y seis años, a causa de complicaciones derivadas del COVID-19.

## Trayectoria

### Telenovelas
- 1969: De la tierra a la luna
- 1971: Muchacha italiana viene a casarse
- 1972: Las fieras... René
- 1974: Ana del aire
- 1976: Mundos opuestos... Germán.
- 1977: La venganza... Eduardo.
- 1978: Viviana... Alfonso Cernuda.
- 1978: Mamá Campanita... Gabriel Carbajal.
- 1980: Aprendiendo a amar... Hugo.
- 1983: La fiera... Marcial Urquiza.
- 1983: Un solo corazón... Roberto.
- 1985: Juana Iris... Rafael.
- 1987: Rosa salvaje... Doctor Reynaldo.
- 1987: Victoria... Joaquín de los Santos.
- 1989: El hombre que debe morir... Doctor Ciro Valdez.
- 1991: Cadenas de amargura... Renato Garza.
- 1992: Mágica juventud... Ernesto Grimaldi Romo.
- 1996: Marisol... Diego Montalvo.
- 1997: No tengo madre... Norberto Nerón.
- 1998: Soñadoras... Horacio de la Macorra.
- 1999: Mujeres engañadas... Ramiro Cifuentes.
- 2000: Mi destino eres tú... Sergio Rivadeneira.
- 2000: Cuento de Navidad... Invitado en la fiesta.
- 2001: El manantial... Doctor Álvaro Luna Castillo.
- 2003: Velo de novia... Filemón Paz.
- 2004: Corazones al límite... Daniel Molina
- 2005: Barrera de amor... Nicolás Linares
- 2007: Pasión... Justo Darién
- 2009: Corazón salvaje... Raúl de Marín[4]
- 2012: Amor bravío... Francisco Javier Díaz Velasco
- 2013: Mentir para vivir... Juez Edmundo Valencia

### Series de televisión
- 2002: Mujer, casos de la vida real
- 2007: La rosa de Guadalupe... Gonzalo
- 2008: Mujeres asesinas... Mariano Dávila
- 2012: Como dice el dicho... Álvaro

### Películas
- 1969: Rosas blancas para mi hermana negra
- 1970: La hermanita Dinamita
- 1973: Los perros de Dios
- 1973: El amor tiene cara de mujer
- 1975: Santo en Anónimo mortal

### Teatro
- Sigue tu onda
- Morirás desnudo
- Mame
- Ensalada de Nochebuena
- Ifigenia en Áulide
- Juguetes para un matrimonio
- Ensalada de amantes
- Como tú me deseas
- Entre pitones te veas
- Billy
- El monstruo sagrado
- Aprendiendo a ser señora
- Don Juan Tenorio
- El pozo de la soledad
- Cena de matrimonios
- La llorona
- Sexualidades
- El cerco de la cabra dorada
- Eduardo II de Inglaterra
- Agosto
- Un amante sin vergüenza

## Premios y nominaciones

### Premios TVyNovelas
| Categoría              | Telenovela   | Resultado |
| ---------------------- | ------------ | --------- |
| Mejor actor de reparto | El manantial | Nominado  |